# Мези, Мишель
Мишель Мези (фр. Michel Mézy; род. 15 августа 1948, Эг-Морт, Франция) — французский футболист и футбольный тренер. Играл на позиции полузащитника.

## Клубная карьера
Мези играл в молодёжном составе клуба первого дивизиона «Ним», прежде чем впервые появился на поле в высшей французской лиге 7 мая 1966 года в возрасте 17 лет.
Свой первый матч в Кубке Европы Мези провёл 14 сентября 1971 года, однако затем команда сила терпеть неудачи на поле. В дальнейшем «Ним» занял второе место в таблице. Мези стал неотъемлемой частью стартового состава клуба.
В 1975 году Мези принял решение о переходе в «Лилль». Он был игроком постоянного состава. В 1977 году команда оказалась внизу таблицы и была вынуждена добиваться выхода во второй дивизион. В это время Мези вернулся в свой бывший клуб «Ним».
В «Ниме» Мези имел постоянное место в основном составе и сумел вернуться в середину таблицы с клубом в сезоне 1978—1979. 24 мая 1979 года, несмотря на свой успех в «Ниме», он подписал контракт с «Монпелье», а затем был дисквалифицирован на последние три игровых дня.
20 декабря 1981 года 33-летний футболист в последний раз на профессиональном уровне принял участие в игре, завершив свою активную карьеру.

## Карьера в сборной
В 1970 году Мези был вызван в национальную сборную Франции, в составе которой пробыл следующие три года.
В составе сборной Мези принимал участие в квалификации на чемпионат Европы 1972 года, но в итоге участие в турнире было пропущено.
Всего за сборную Франции выступал 17 раз. В этих матчах ему удалось забить один гол.